# Miedniewice (Łódź)
Pour les articles homonymes, voir Miedniewice.
Miedniewice est une localité polonaise de la gmina et du powiat de Skierniewice en voïvodie de Łódź.